# 氦閃

低質量恆星在不同階段的核融合反應。

氦閃是低質量恆星（0.8～2.0太陽質量）在紅巨星階段非常短暫的熱失控核融合，大量的氦經由3氦過程成為碳 。預測太陽在演化成紅巨星階段時，將在離開主序帶12億年後經歷氦閃。另一種更為罕見的熱失控氫融合過程也可能發生在白矮星表面發生，叫作「吸積」。
低質量恆星不能產生足夠的重力壓力啟動正常的氦融合。當核心中的氫耗盡後，留在核心的氦會被壓實成簡併態物質，以电子简并压力支撐，而不是熱壓力支撐，來對抗重力塌縮；這使核心的密度和溫度持續增加。當溫度達到一億K，就有足夠的熱，導致氦融合（或氦燃燒）在核心進行。然而，簡併態物質的一種基本性質是在熱壓力變得非常高，超過簡併壓力之前，溫度的變化不會產生體積的變化。在主序星階段，恆星以熱膨脹調節核心的溫度，但在簡併態物質的核心沒有這種機制。氦融合增加了溫度，從而增加了核融合的速率，進而使反應中的溫度失去控制，形成熱失控的核反應。這產生非常快速的氦融合，但只会持續幾分鐘，產生一個非常強烈的閃光。短暫的時間內釋放能量的功率相當於整個銀河系的功率。
在正常狀態下，低質量恆星的巨大能量釋放，會導致核心的大部分脫離簡併態，從而能夠因熱而膨脹。然而，消耗的能量與氦閃釋放的總能量一樣多，而且任何多餘能量都會被外層吸收。因此，氦閃大多無法經由觀測探測到，而只能經由天體物理模型描述。核心在膨脹之後開始冷卻，大約只要經歷10,000年的時間，光度和半徑都將只有原先的2%。據估計，電子簡併態的氦核心質量約為恆星質量的40%，而核心的6%被轉化成碳。

## 紅巨星

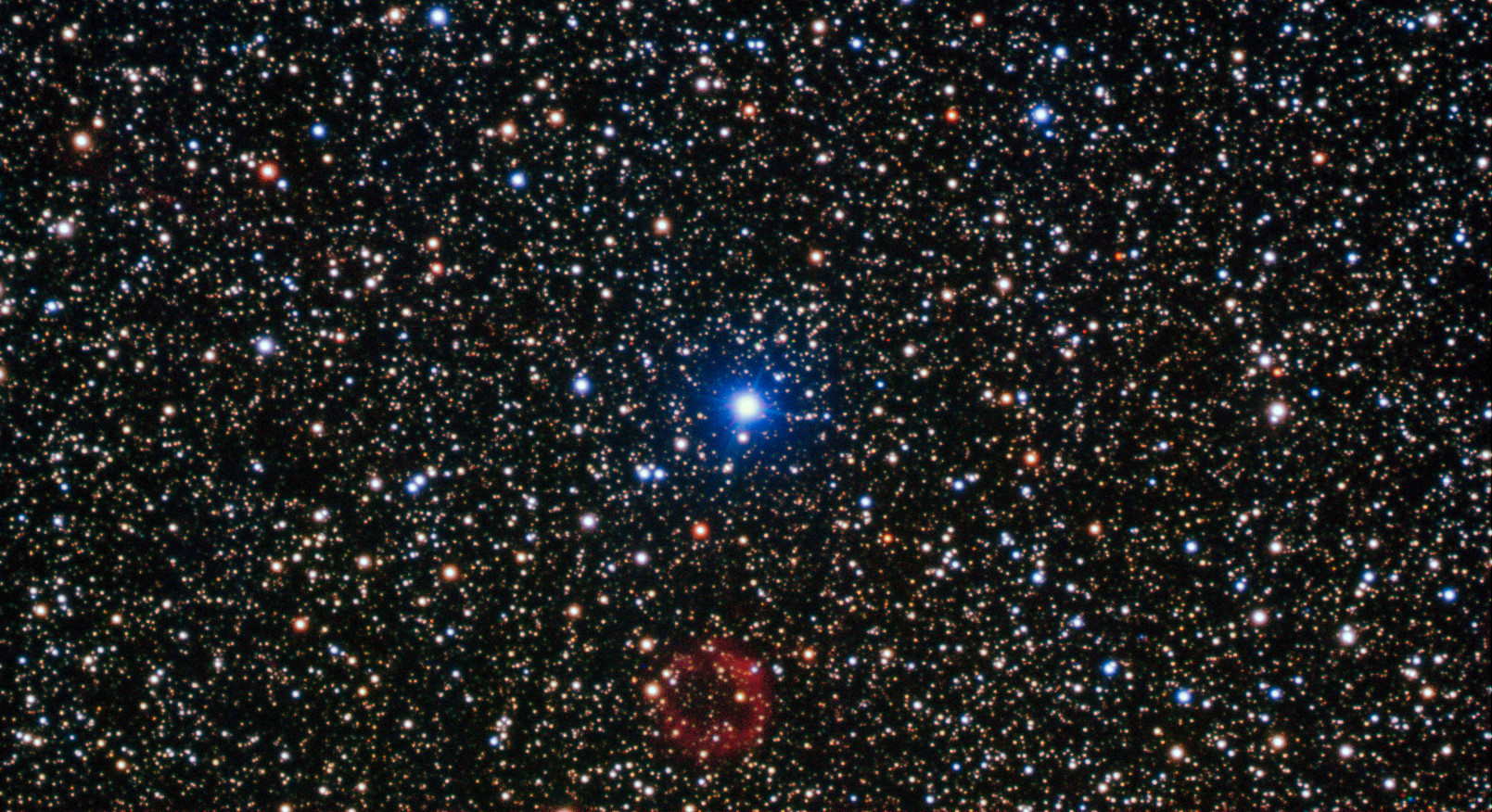
櫻井之星是正在經歷氦閃的白矮星。

質量低於2.0太陽質量的恆星，在紅巨星演化的階段，氫的核融合隨著氫的枯竭而在核心中停止，留下富含氦的核心。然而，氫的融合在核心外圍的殼層中仍繼續進行，產生的氦會繼續累積到核心，使核心的密度增加。但不同於大質量恆星的是溫度始終不能達到氦融合的水準，因此氦融合反應不會開始。這導致核融合產生的熱壓力已不足以對抗重力塌縮，與創造出在大多數恆星中發現的流體靜力平衡。這將導致恆星開始收縮並使溫度升高，直到它最終被壓縮到足以使氦芯成為簡併態物質。這種簡併壓力終於足以阻止最中心物質的進一步塌陷，但核心的其它部分仍繼續收縮，溫度也繼續上升，直到可以點燃氦融合反應的點（≈1×108 K），並開始氦融合。
爆炸性的氦閃源於簡併態物質中。一旦溫度達到1億至2億K，氦融合就會開始以3氦過程進行，溫度會迅速上升，進一步提高氦融合率，而因為簡併態物質是很好的熱傳導體，會使反應區域擴大。
然而，由於簡併壓力（純粹是密度的函數）相对于熱壓力（與密度和溫度的乘積成比例）更占主导作用，使總壓力與溫度的依賴度相當薄弱。因此，溫度的急遽升高只會導致壓力輕微增加，因此核心不會以穩定的膨脹來降溫。
這種失控的反應速率在幾秒鐘內就能攀升至正常能量產量的1,000億倍左右，但要直到溫度升高到熱壓再次佔據主導地位的程度，簡併態物質才會被消除。
然後，核心可以膨脹而冷卻，氦的燃燒也會穩定與持續進行。
質量大於太陽2.25倍的恆星，核心可以達到燃燒氦所需要的溫度，而其核心不會成為簡併態物質，因此不會展現出這種類型的氦閃。質量非常低的恆星（不到0.5太陽質量），核心温度永遠不會熱到可以點燃氦燃料的溫度，因此，簡併態物質的核心會繼續收縮，最終會成為一顆氦白矮星。
氦閃不能通過在恆星表面輻射的電磁波觀測到。因為氦閃發生在恆星核心的深處，淨效應是所有釋放的能量被整個核心吸收，並使簡併態物質恢復成一般的物質。早期的計算顯示，在某些情況下，可能會有非核融合的質量損失，但後來的恆星模型考慮到微中子的能量損失，表明沒有這樣的質量損失。
在1太陽質量的恆星，估計氦閃會釋放約5×1041 J的能量，或約Ia超新星釋放能量1.5×1044 J的0.3% ，它的引發類似於碳-氧白矮星的碳融合點火。

## 白矮星聯星
當氫氣從聯星的伴星吸積到"白矮星"上時，氫氣可以融合成氦，產生範圍較狹隘的吸積率，但大部分的氫氣在簡併態物質的白矮星內部形成一層氫氣，這種氫可以在恆星表面形成氫氣殼。當氫氣的质量足夠多時，失控的核融合會造成新星。在少數一些氫在表面融合的聯星系統，積累的氦質量可以不穩定的燃燒產生氦閃。在某些聯星系統，伴星可能已經失去大部分的氫，並將富含氦的物質捐贈給緻密型的主星。請注意中子星也會出現類似的閃光。

## 殼層氦閃
殼層氦閃是有點類似但沒有那麼劇烈，發生在非簡併態物質的非失控氦燃燒事件。這是在恆星生命後期的巨星階段，在漸近巨星分支恆星的殼層中定期發生。恆星已經耗掉核心中大部分的氦，現在的核心由碳和氧組成。氦融合繼續在核心周圍的薄殼中進行，但會隨著氦的耗盡而結束；同時在氦殼層上方的氫殼層也會進行氫融合成氦的反應。在累積到足夠多的氦之後，氦融合會被再次點燃，導致熱脈衝，進而導致恆星暫時膨脹和變亮（因為重新開始的氦融合產生的能量到達表面可能需要數年的時間，所以光度的脈衝會延遲）。通常認為這種脈衝可能每10,000年至100,000年發生一次，每次可能會持續數百年。 
在閃耀之後，氦閃的迴圈可能會使氦殼層中的氦以指數每次衰減40%，熱脈衝可能會導致恆星發展出氣體和塵埃的拱星殼層 。